# Omar Aguayo
Omar Gerardo Aguayo Rentería (* 8. April 1982 in Guadalajara, Jalisco) ist ein ehemaliger mexikanischer Fußballspieler auf der Position eines Stürmers.

## Laufbahn
Aguayo begann seine Laufbahn als Fußballprofi 2002 beim Club Deportivo Tapatío, einem Farmteam von Deportivo Guadalajara.
Nach einer Ausleihe an die Alacranes de Durango und Rückkehr zum Club Deportivo Tapatío gelang ihm in der Rückrunde der Saison 2004/05 vorübergehend der Sprung in die erste Mannschaft des Club  Deportivo Guadalajara, für den er in der Clausura 2005 in vier Begegnungen der Primera División und im Spieljahr 2005 in zwei Begegnungen der Copa Libertadores zum Einsatz kam.
Nachdem Aguayo sich beim Club Deportivo Guadalajara nicht durchsetzen konnte, wechselte er zur  Clausura 2006 zum Zweitligisten Querétaro Fútbol Club, für den er in dieser Spielzeit elf Einsätze absolvierte. Nach dem Aufstieg des Querétaro FC in die höchste Spielklasse hatte der Verein keine weitere Verwendung für Aguayo und lieh ihn für die Apertura 2006 an sein in der zweiten Liga spielendes Farmteam Tijuana Gallos Caliente aus, bei dem er jedoch nur zu zwei Einsätzen kam.
Für das Jahr 2007 wechselte Aguayo zu dem nur in jenem Jahr in der USL First Division spielenden Franchise California Victory aus San Francisco.